# باري وليامز
باري وليامز (بالإنجليزية: Barry Williams)‏ (و. 1954 – م) هو ممثل، وممثل تلفزيوني، من الولايات المتحدة الأمريكية، ولد في سانتا مونيكا، كاليفورنيا.

## وصلات خارجية
- باري وليامز على موقع IMDb (الإنجليزية)
- باري وليامز على موقع ألو سيني (الفرنسية)
- باري وليامز على موقع ميوزك برينز (الإنجليزية)
- باري وليامز على موقع أول موفي (الإنجليزية)
- باري وليامز على موقع قاعدة بيانات برودواي على الإنترنت (الإنجليزية)
- باري وليامز على موقع إن إن دي بي (الإنجليزية)
- باري وليامز على موقع ديسكوغز (الإنجليزية)
- باري وليامز على موقع قاعدة بيانات الفيلم (الإنجليزية)
- باري وليامز على موقع كينوبويسك (الروسية)